# Écomusée de Saint-Dégan
L'écomusée de Saint-Dégan, dit aussi écomusée du Pays d'Auray, est un écomusée situé dans la commune de Brech, dans le hameau de Saint-Dégan.

## Histoire
Le musée est créé en 1969. Il est labellisé « musée de France » le 17 septembre 2003.

## Description
Riche de son patrimoine architectural composé notamment de chaumières, l'écomusée de Saint-Dégan est représentatif de l'habitat rural en Pays d'Auray et de son évolution entre le XVIe siècle et le XIXe siècle. Il retrace la vie rurale de la commune et de la vie en Bretagne autrefois. Situé au cœur du village de Saint-Dégan, l'écomusée se compose d'une chaumière du XVIIe siècle, d'une longère du XIXe siècle avec ses dépendances, d'un four à pain, etc.

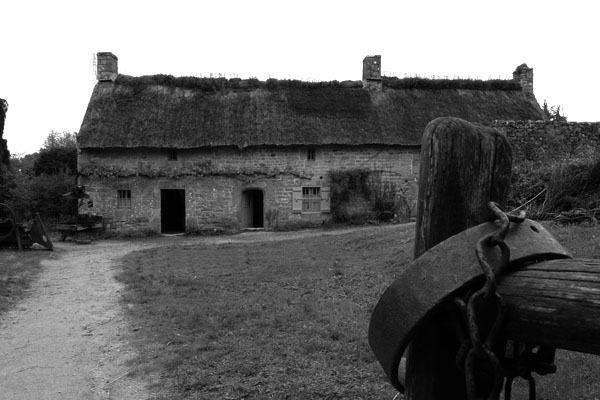
Écomusée de Saint-Dégan : l'un des bâtiments en 2006 avant sa restauration.
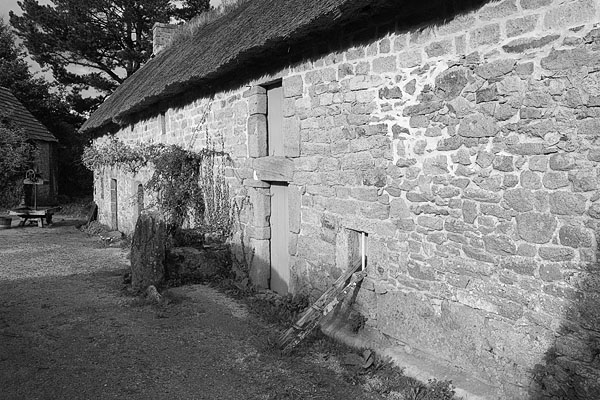
Écomusée de Saint-Dégan : l'un des bâtiments en 2006 avant sa restauration.

Dans le bas du village se trouvent deux chaumières restées authentiques : l'une, reconnaissable à son puits situé à proximité, date de 1654, mais a été restaurée en 1813 pour sa partie supérieure. Quatre symboles religieux ont été gravés sur les pieds-droits afin de garantir aux paysans, selon les croyances de l'époque, une eau de bonne qualité et abondante. Les cinq boules du puits indiquent le nombre des familles qui avaient le droit d'y puiser de l'eau. La toiture est en seigle : cette céréale fournissait l'alimentation de base, sa paille était utilisée pour couvrir les toits, faire des paniers, des ruches et aussi pour le pressage des pommes lors de la fabrication du cidre. Sur la façade, à l'étage, la gerbière permettait l'accès au grenier où étaient entreposés le foin et les grains. Le logis, à porte unique, était composé d'une seule pièce : hommes et animaux (cheval, vaches, volailles) vivaient dans le même espace ; le sol en terre battue avait une légère pente, le bas étant dans la partie réservée aux animaux, afin de faciliter les écoulements. Trois générations (grands-parents, parents et enfants, en tout jusqu'à une quinzaine de personnes) vivaient dans cet espace de 20 m2. Le long du mur aveugle, opposé à la porte, s'alignaient les lits-clos et les bancs coffres attenants ; une maie, servant à la fois de pétrin et de garde-manger, était située perpendiculairement à la fenêtre. Les repas se prenaient autour de la cheminée, ou dans les champs.

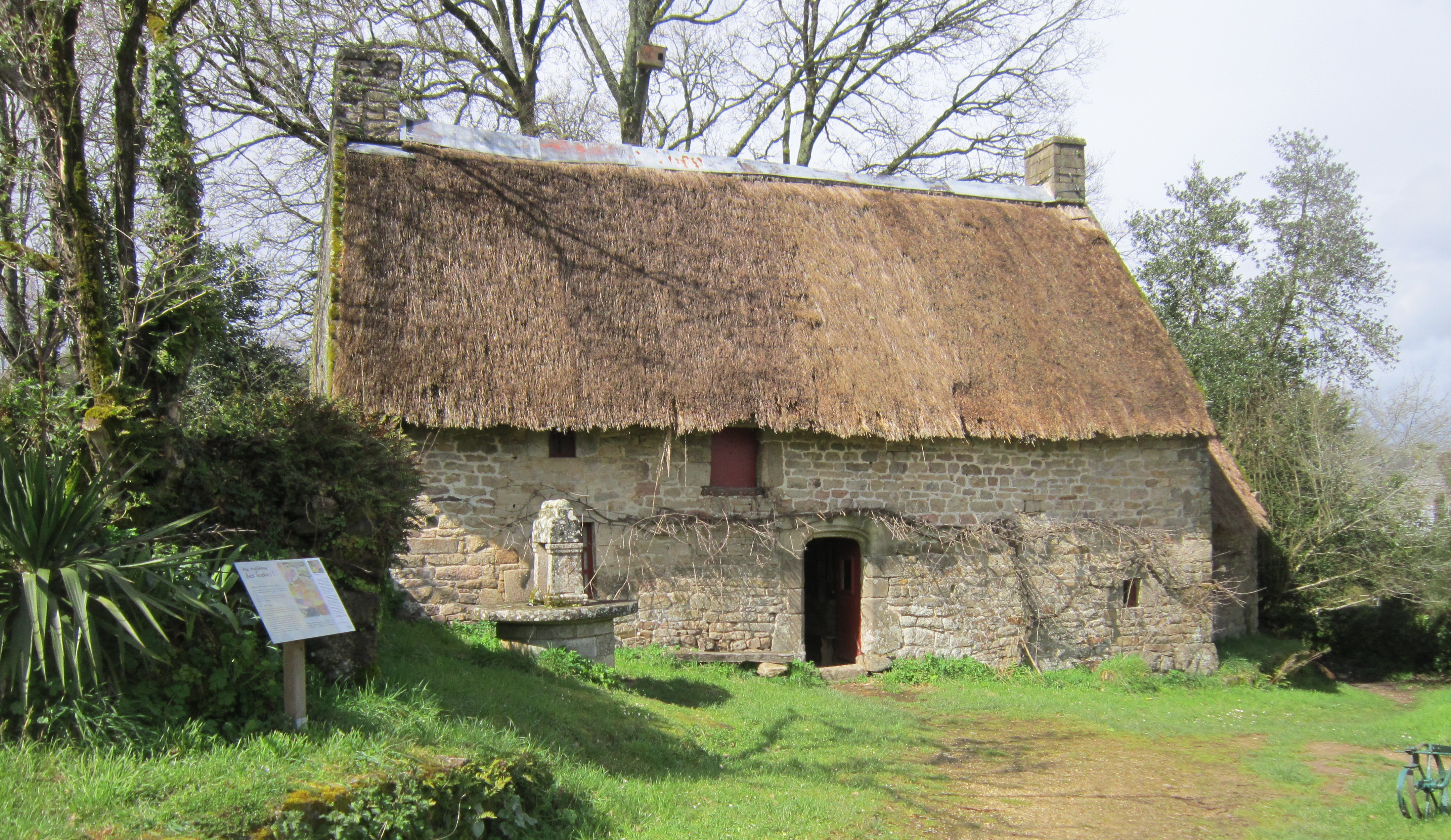
Écomusée de Saint-Dégan : la ferme du XVIIe siècle, restaurée en 1813, et le puits.
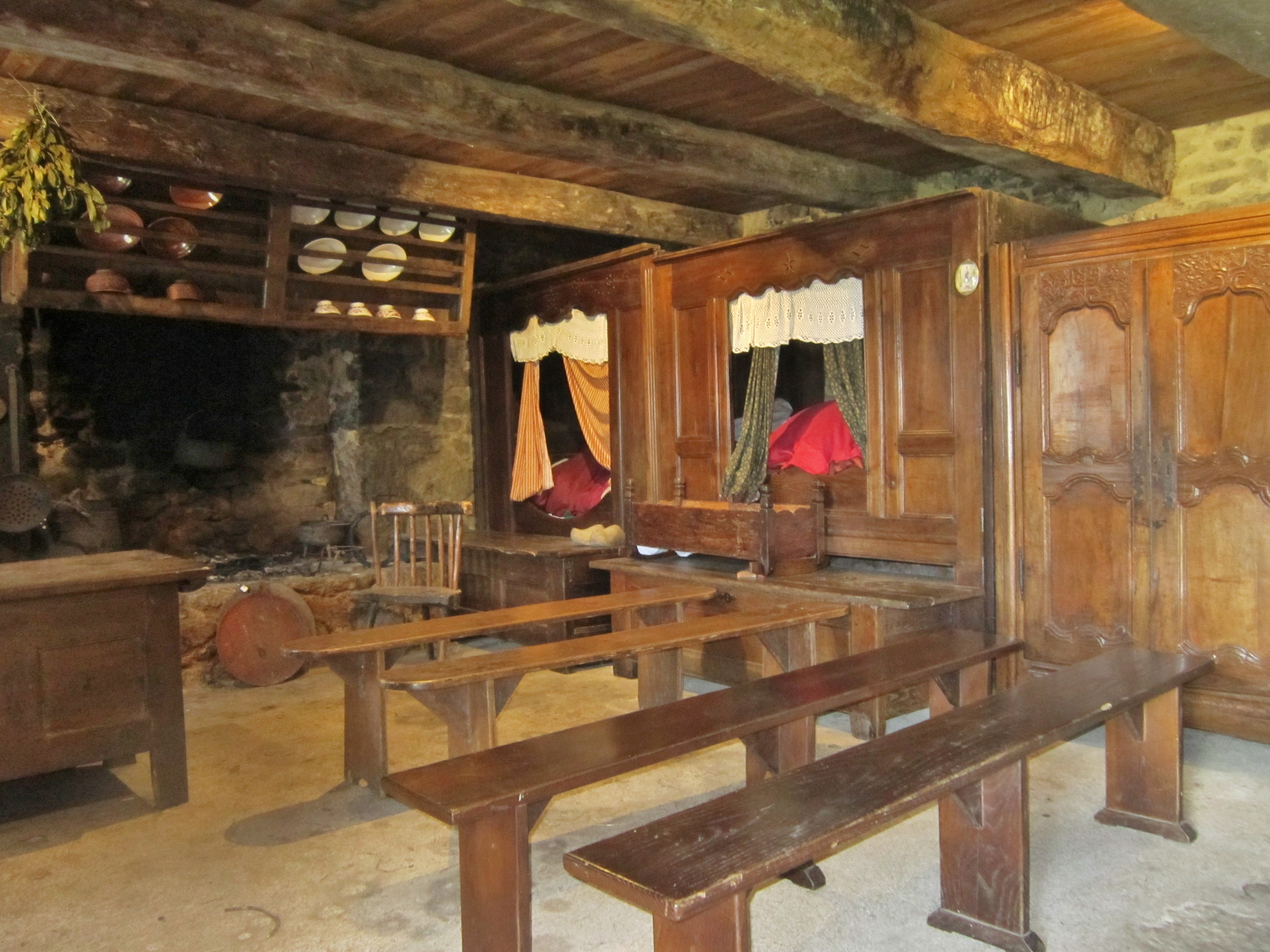
Vue intérieure de la ferme du XVIIe siècle avec ses lits-clos, ses armoires et sa cheminée.
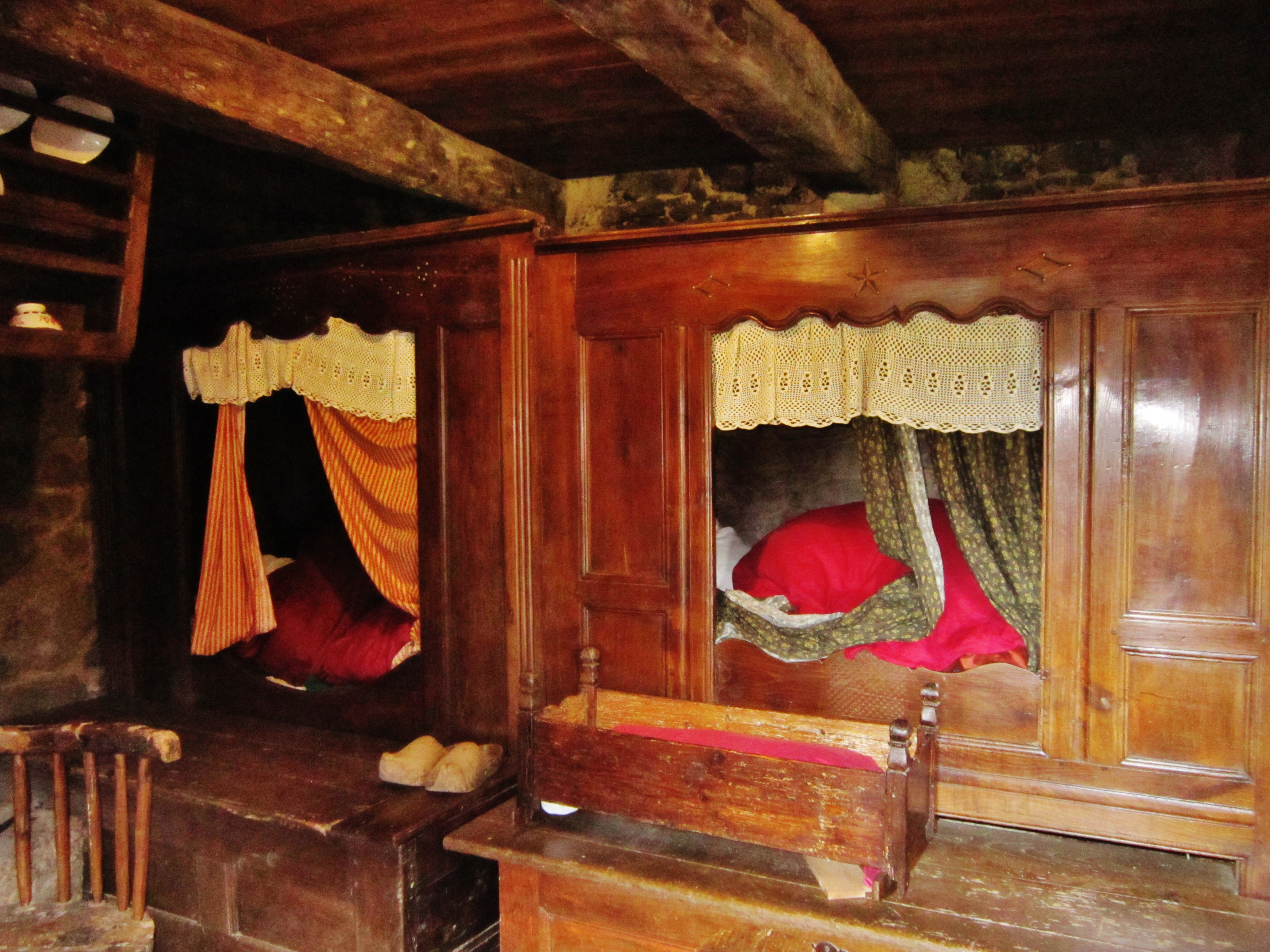
Vue intérieure de la ferme du XVIIe siècle : lits-clos et berceau.
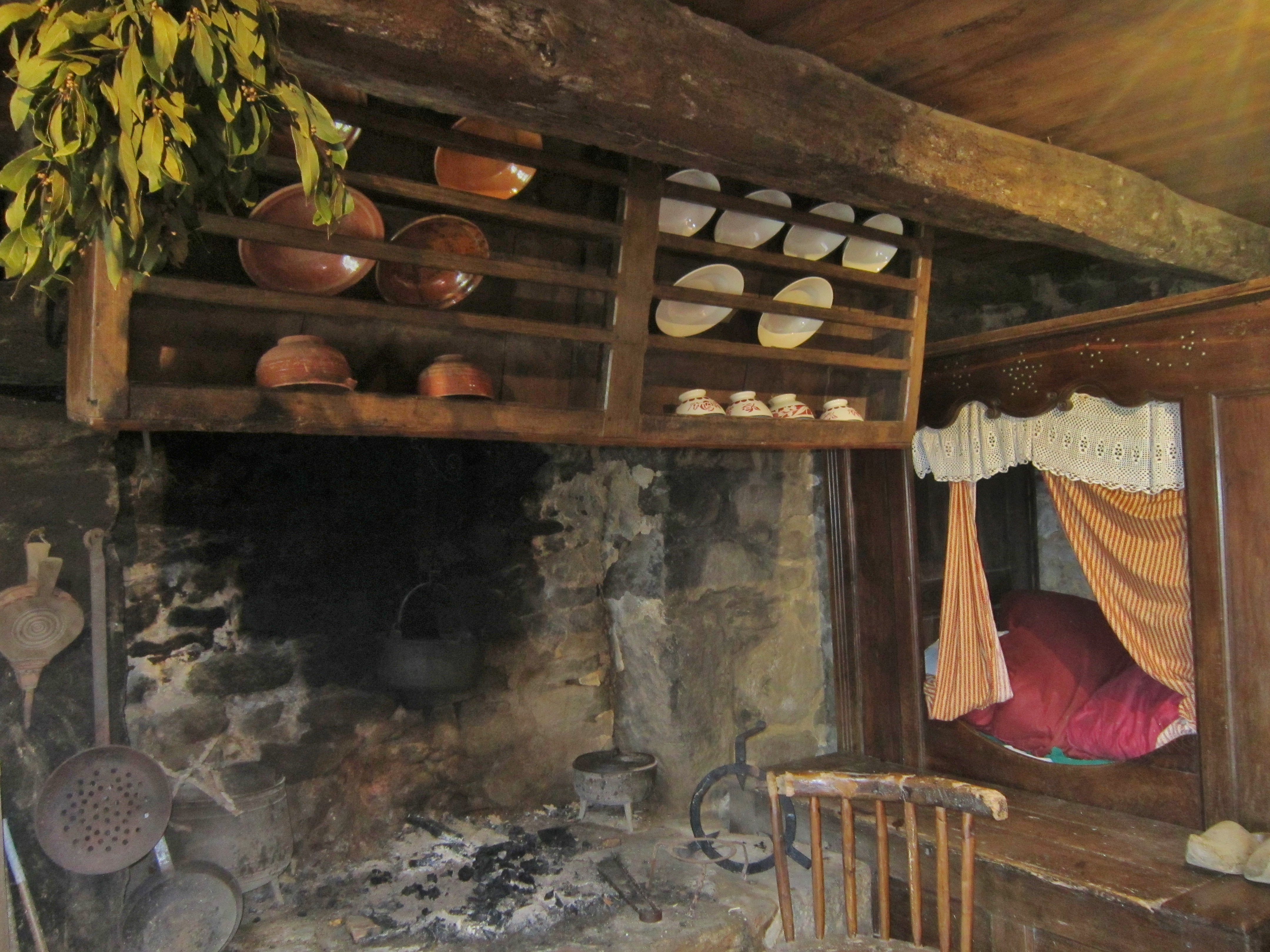
Vue intérieure de la ferme du XVIIe siècle : la cheminée.
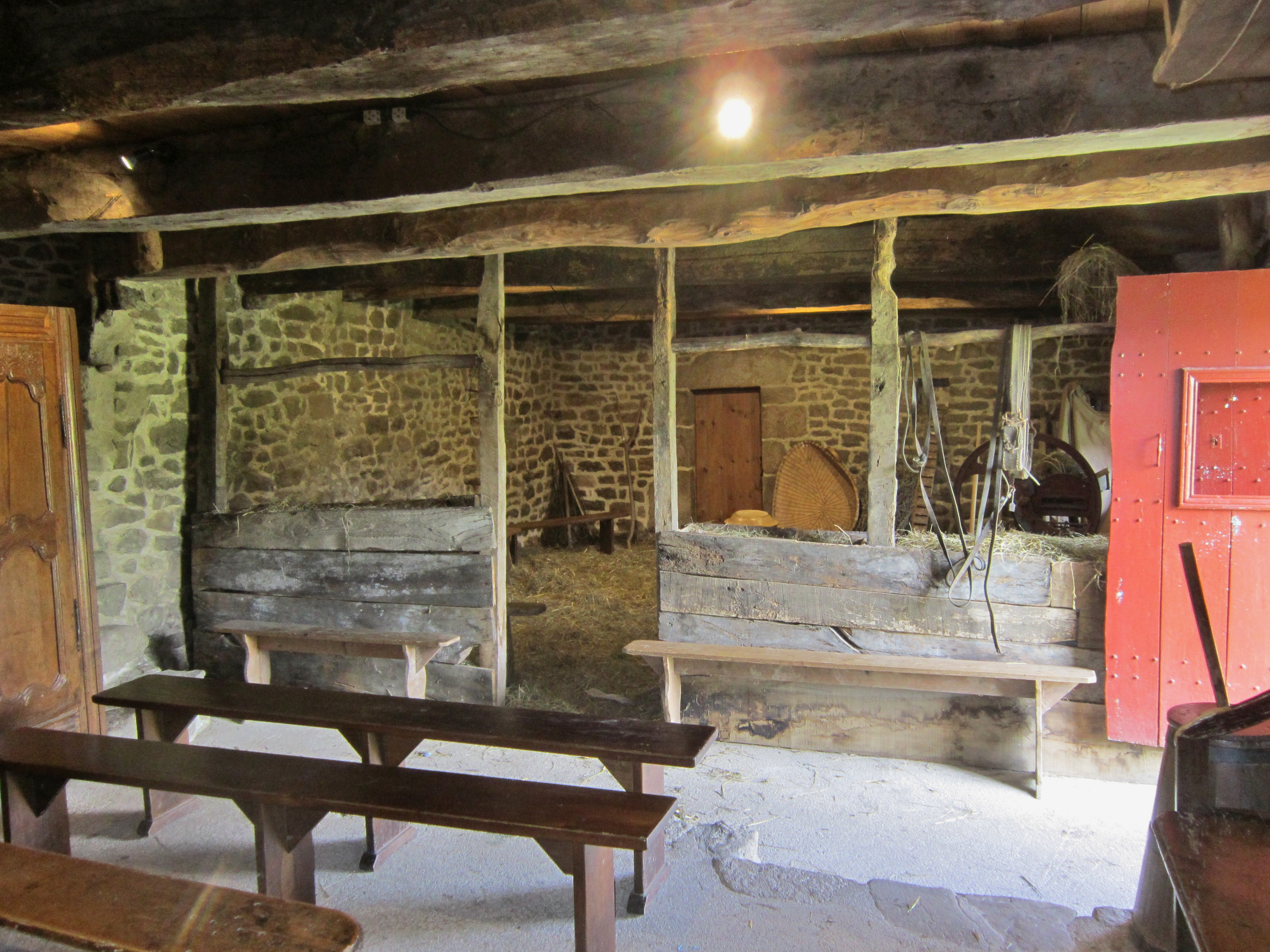
Vue intérieure de la ferme du XVIIe siècle, partie de la pièce unique réservée aux animaux.

L'autre, dénommée "Ti Glas Hir", qui date du XIXe siècle, est une longère entourée de murets : avec ses dépendances, elle est représentative de l'organisation d'une ferme à la fin du XIXe siècle dans la région d'Auray. Elle figure sur le cadastre de 1839, mais a dû être reconstruite au XVIIIe siècle, certains éléments (porte, fenêtre et une partie du gros œuvre) étant antérieurs ; construite en moellons, de nos jours couverte d'ardoises (de chaume antérieurement), elle a une pièce unique avec une grande cheminée ; l'écurie est dans une dépendance mitoyenne et équipée aussi d'une cheminée servant à la préparation de repas pour les animaux. Une autre dépendance est située au sud du chemin ainsi que la grange qui possède une porte charretière et a été construite après 1839. 
Le four collectif du village est désormais utilisé lors d'animations. D'autres bâtiments, dont une ancienne loge de sabotier, servent de cadre à des expositions temporaires et à l'accueil des groupes.

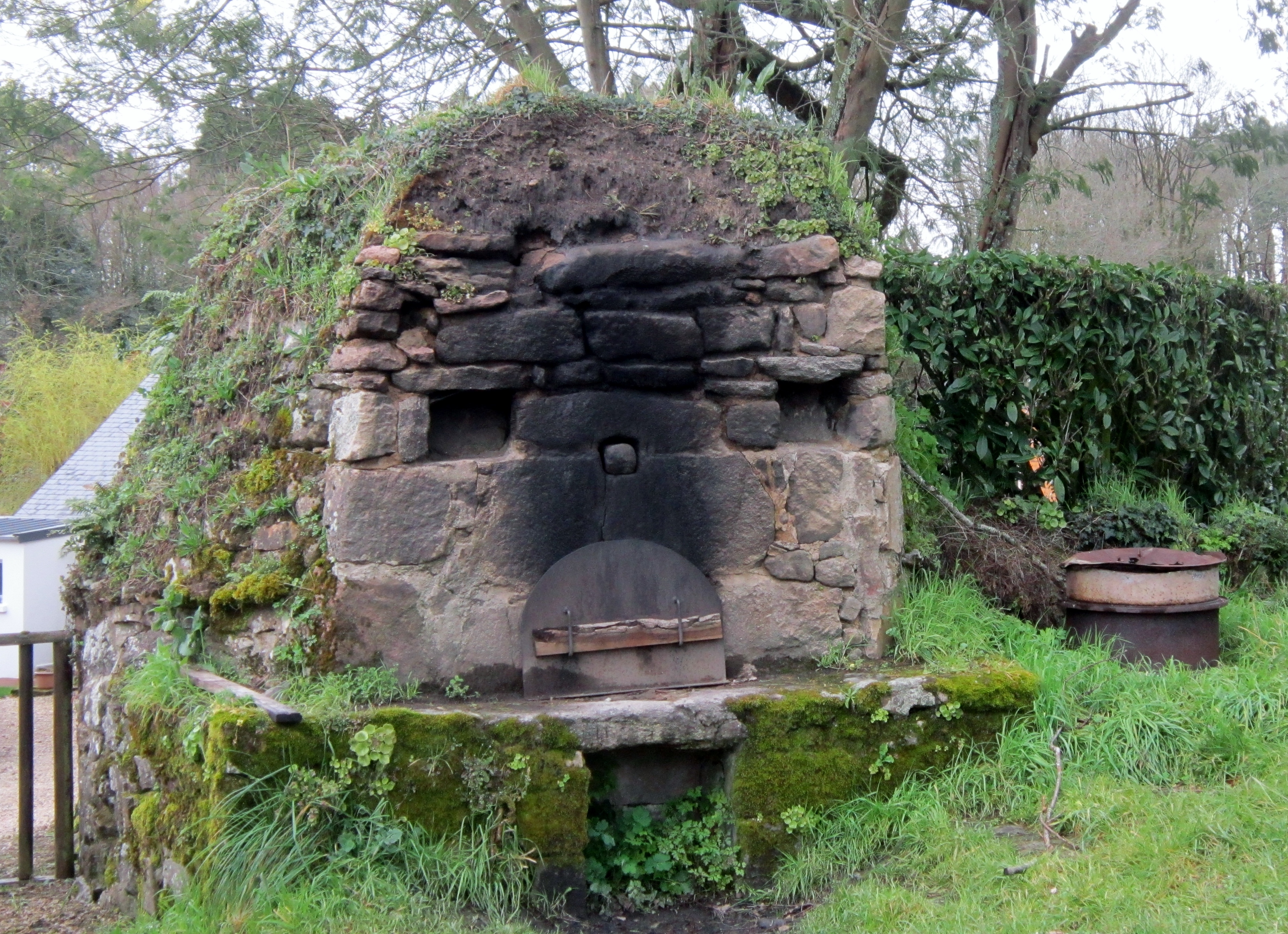
Écomusée de Saint-Dégan : le four collectif du village.
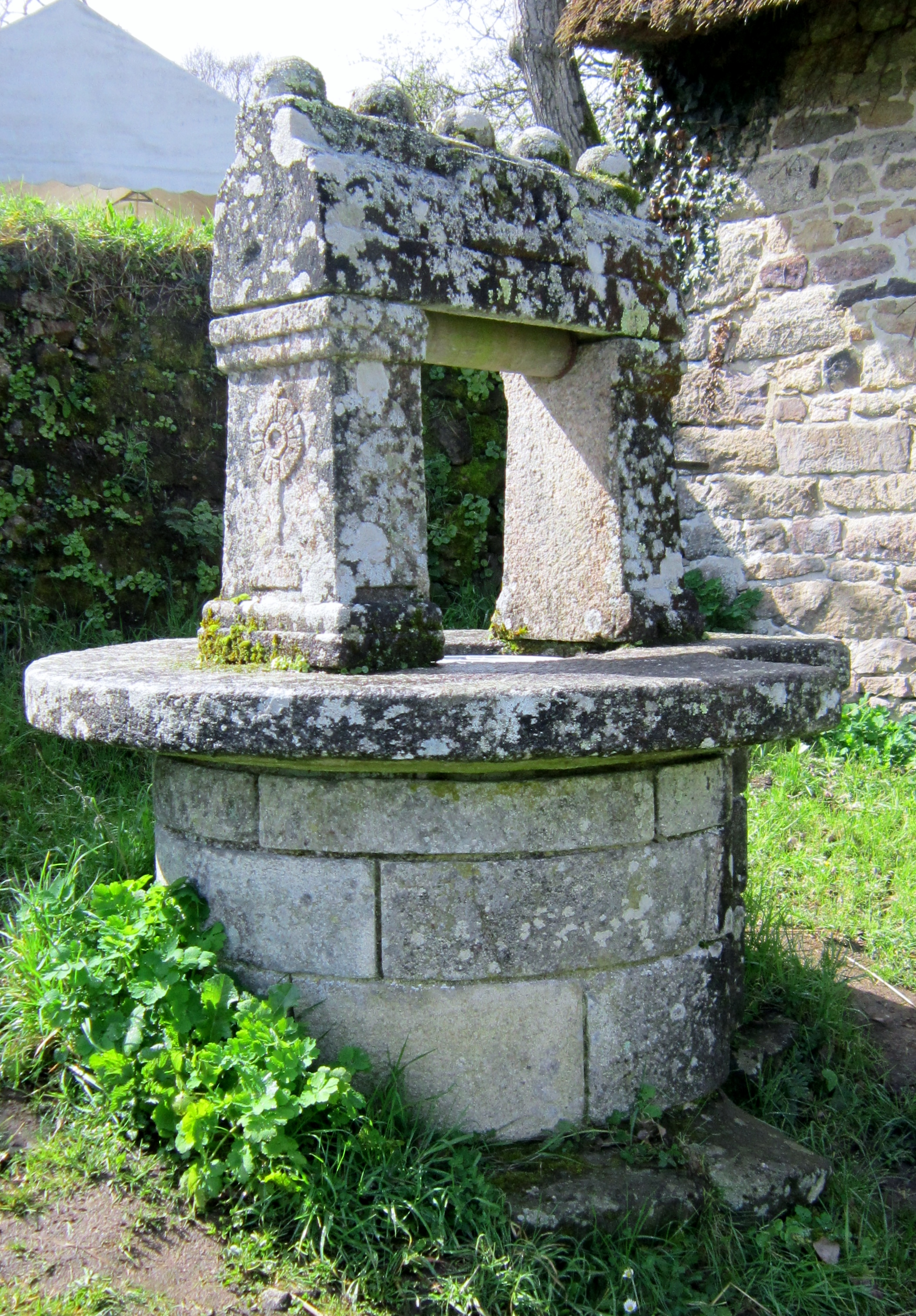
Écomusée de Saint-Dégan : le puits du village et ses cinq boules sommitales indiquant le nombre des familles ayant le droit d'y puiser de l'eau.
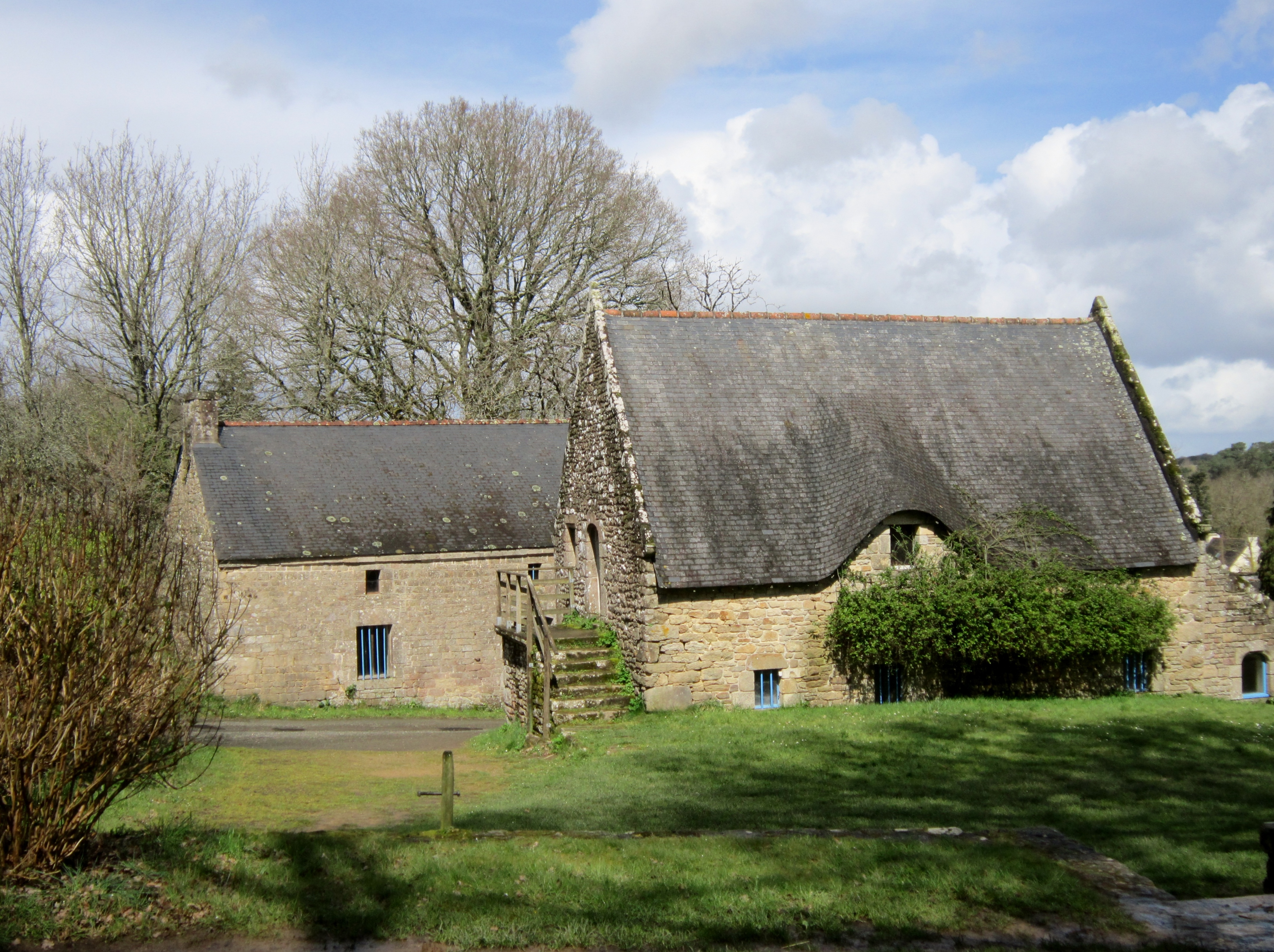
Écomusée de Saint-Dégan : la longère du XIXe siècle ("Ti Glas Hir"), vue extérieure d'ensemble.
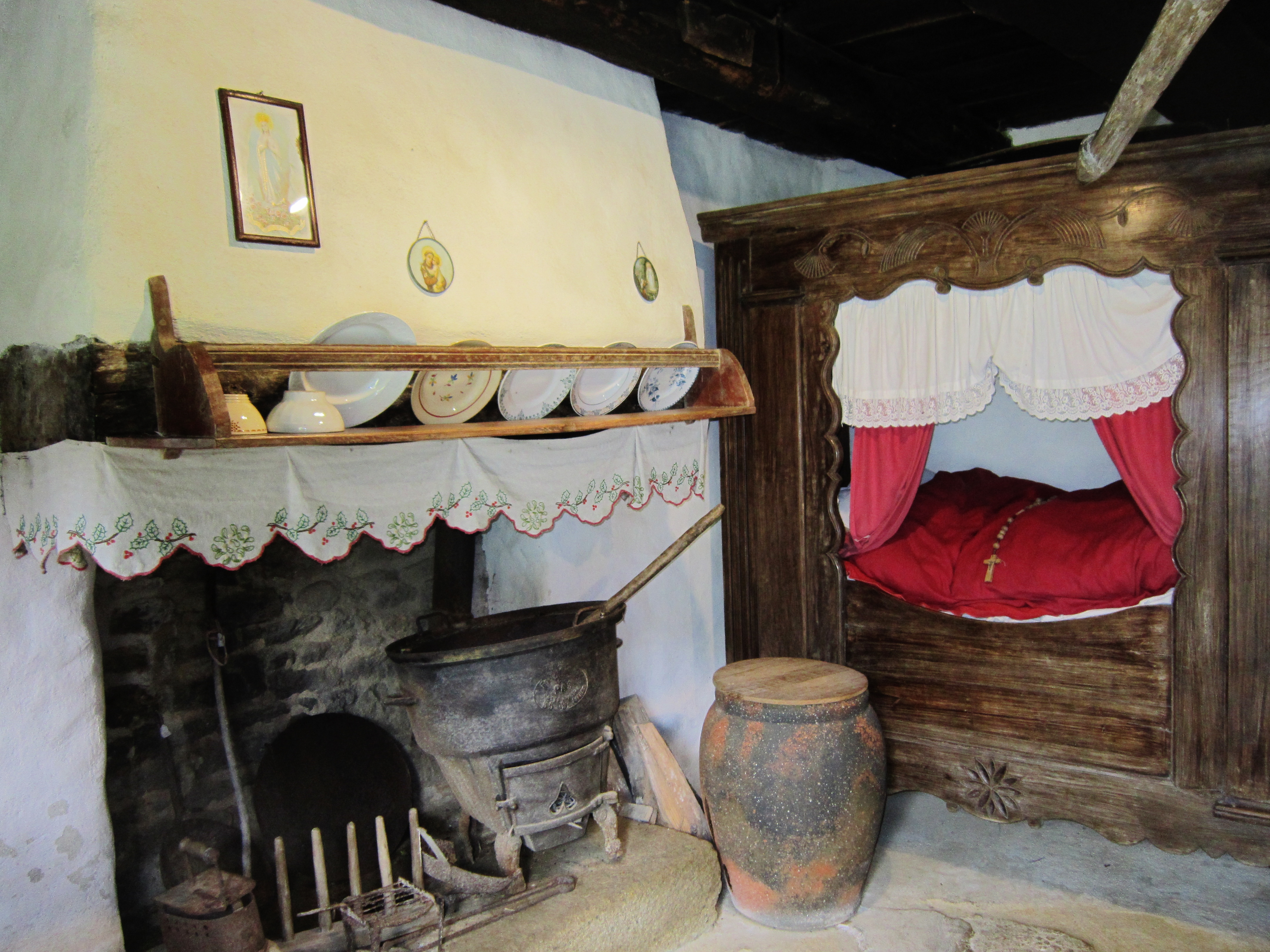
Écomusée de Saint-Dégan : ferme "Ti Glas Hir", vue intérieure (lit-clos et cheminée).
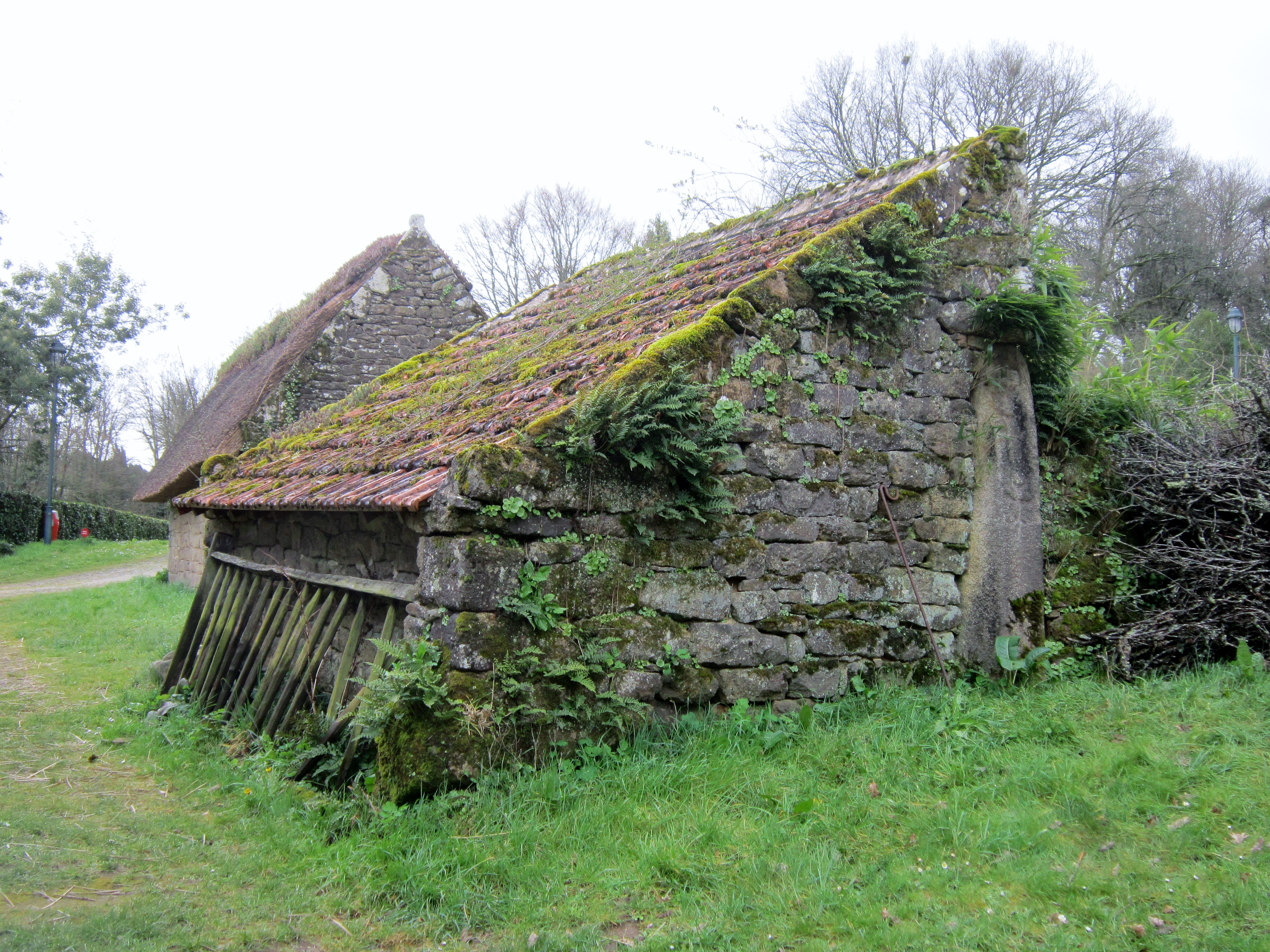
Écomusée de Saint-Dégan : "Ti Glas Hir", la dépendance située au sud du chemin.
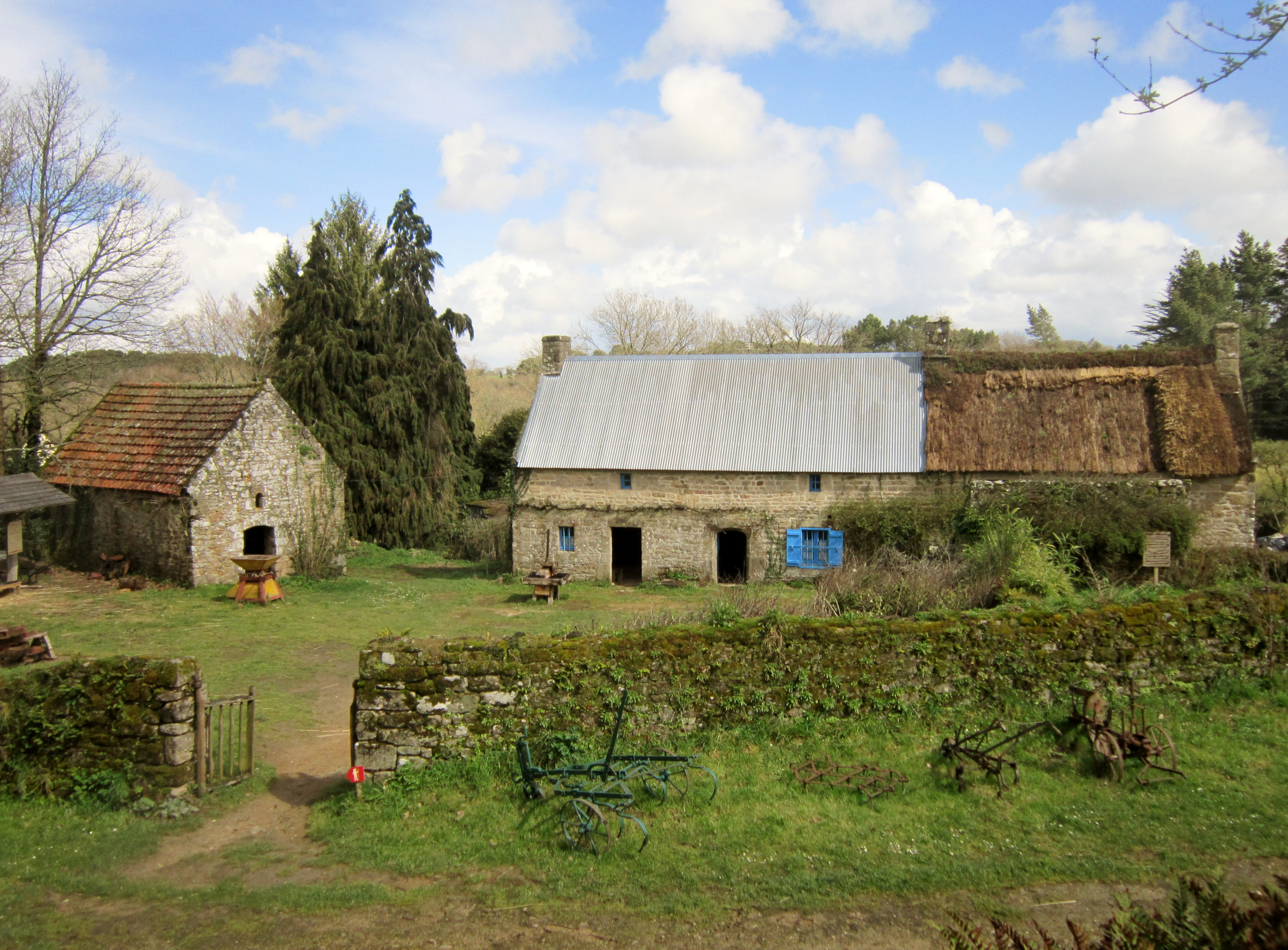
Écomusée de Saint-Dégan : autres bâtiments.

L'écomusée présente aussi des instruments agricoles.

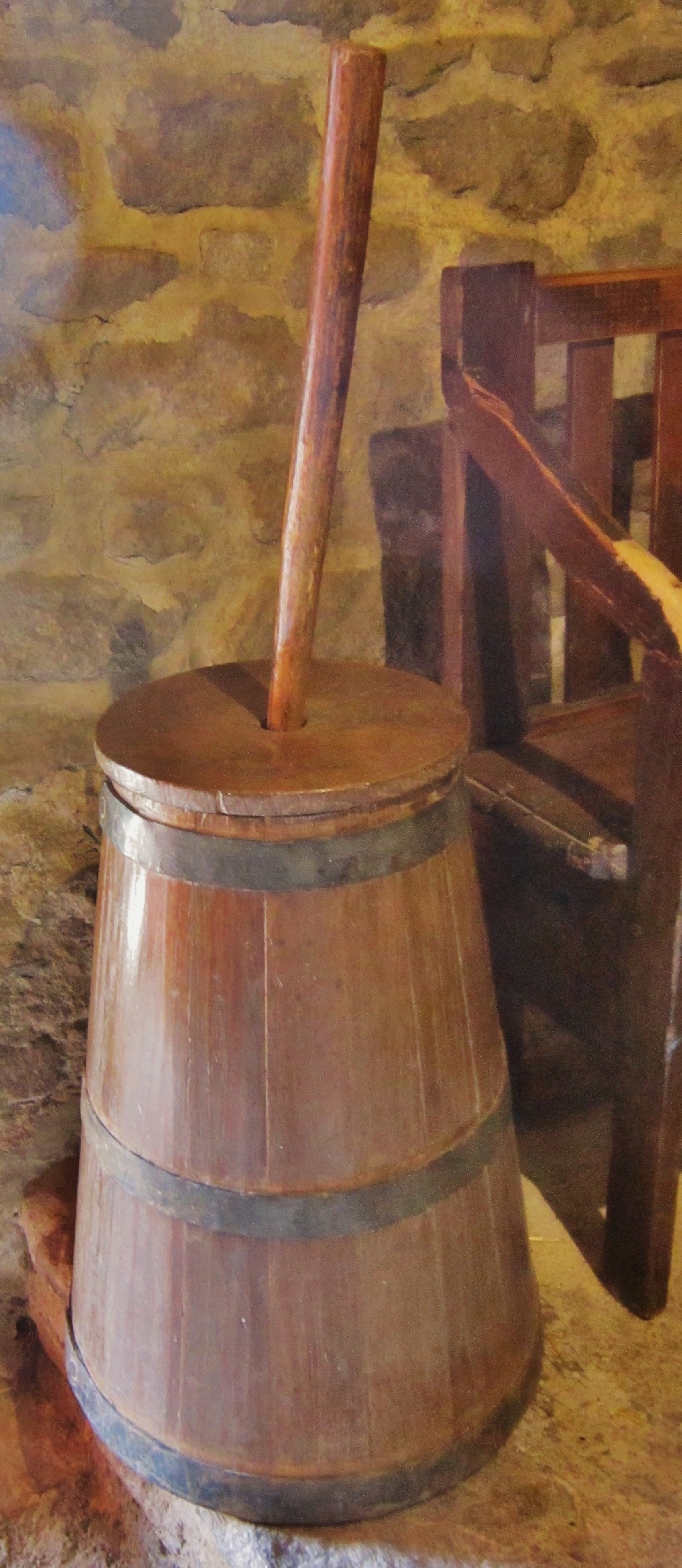
Écomusée de Saint-Dégan : baratte verticale à batte.
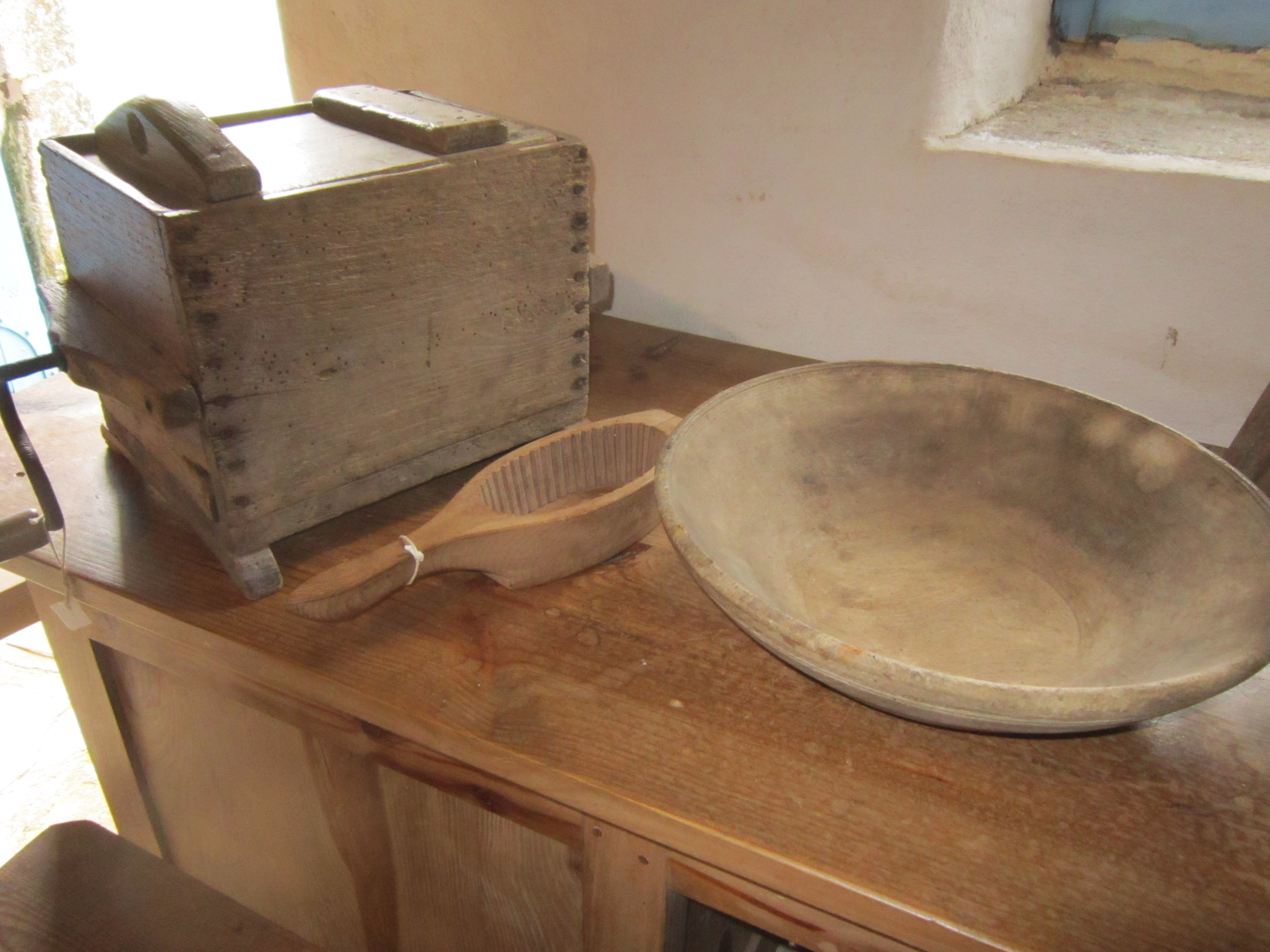
Écomusée de Saint-Dégan : ferme "Ti Glas Hir", ustensiles en bois (baratte, moule à beurre et écuelle).
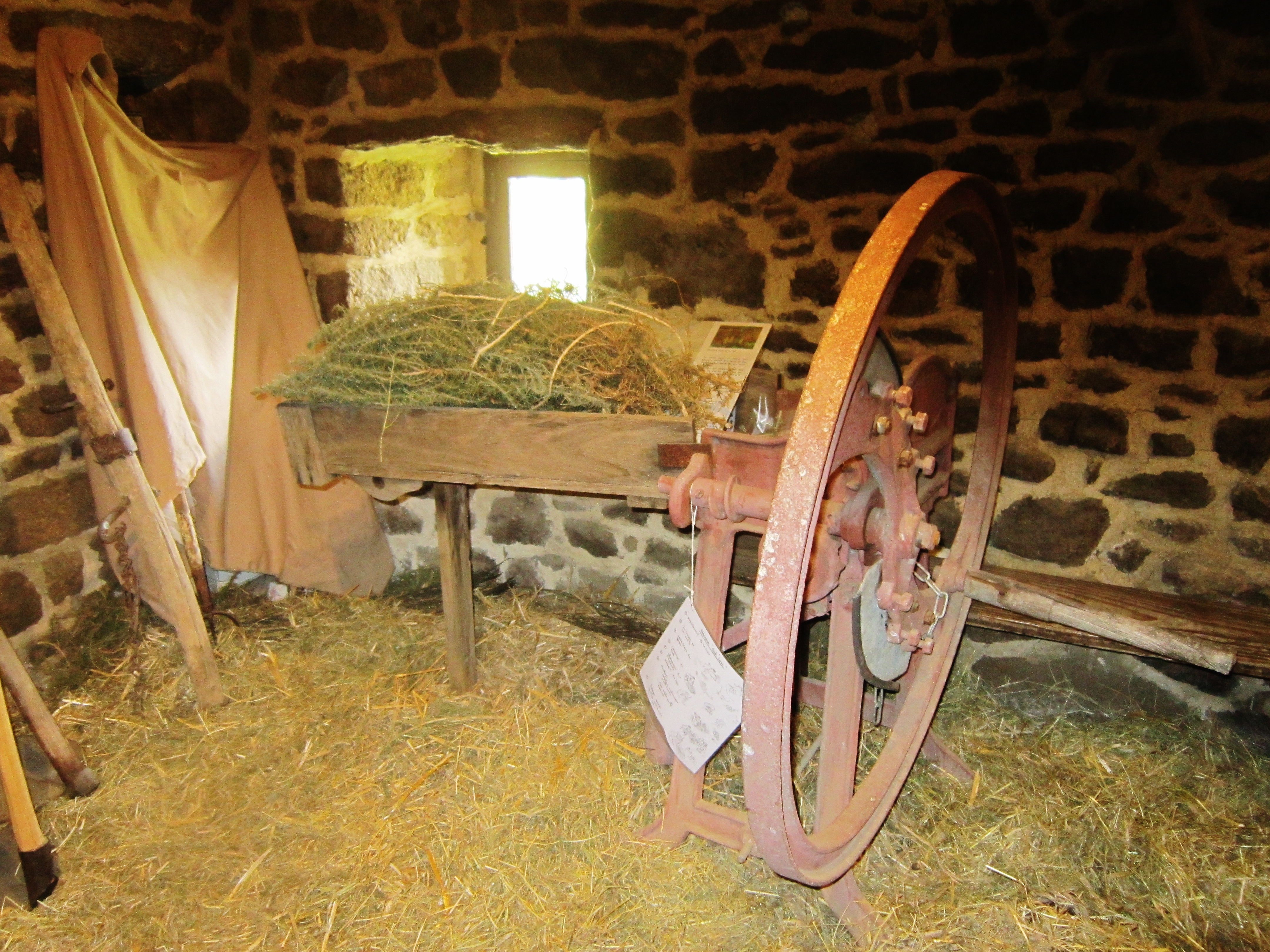
Écomusée de Saint-Dégan : hachoir à ajonc (pour nourrir les chevaux).
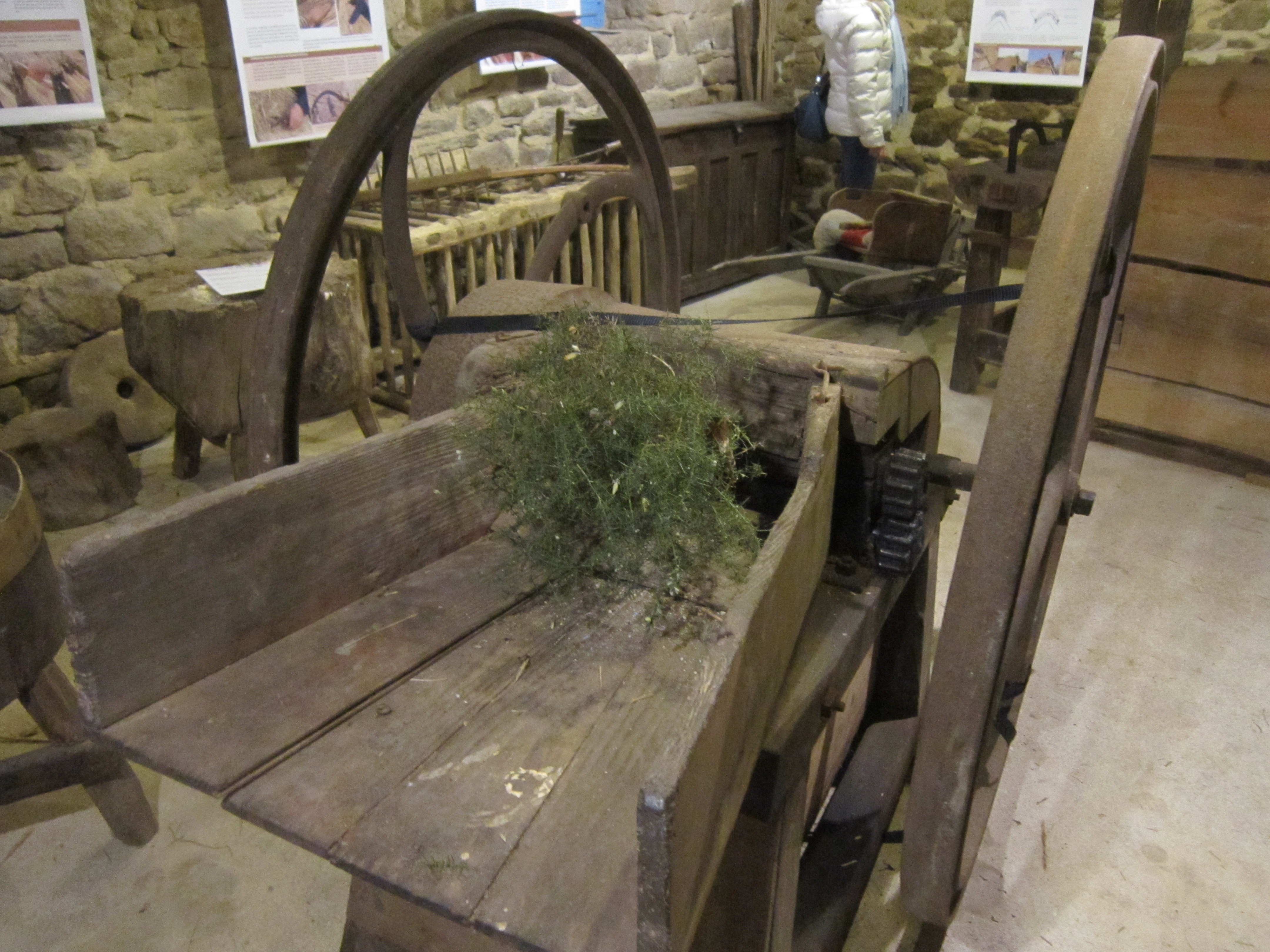
Écomusée de Saint-Dégan : hachoir à ajonc.
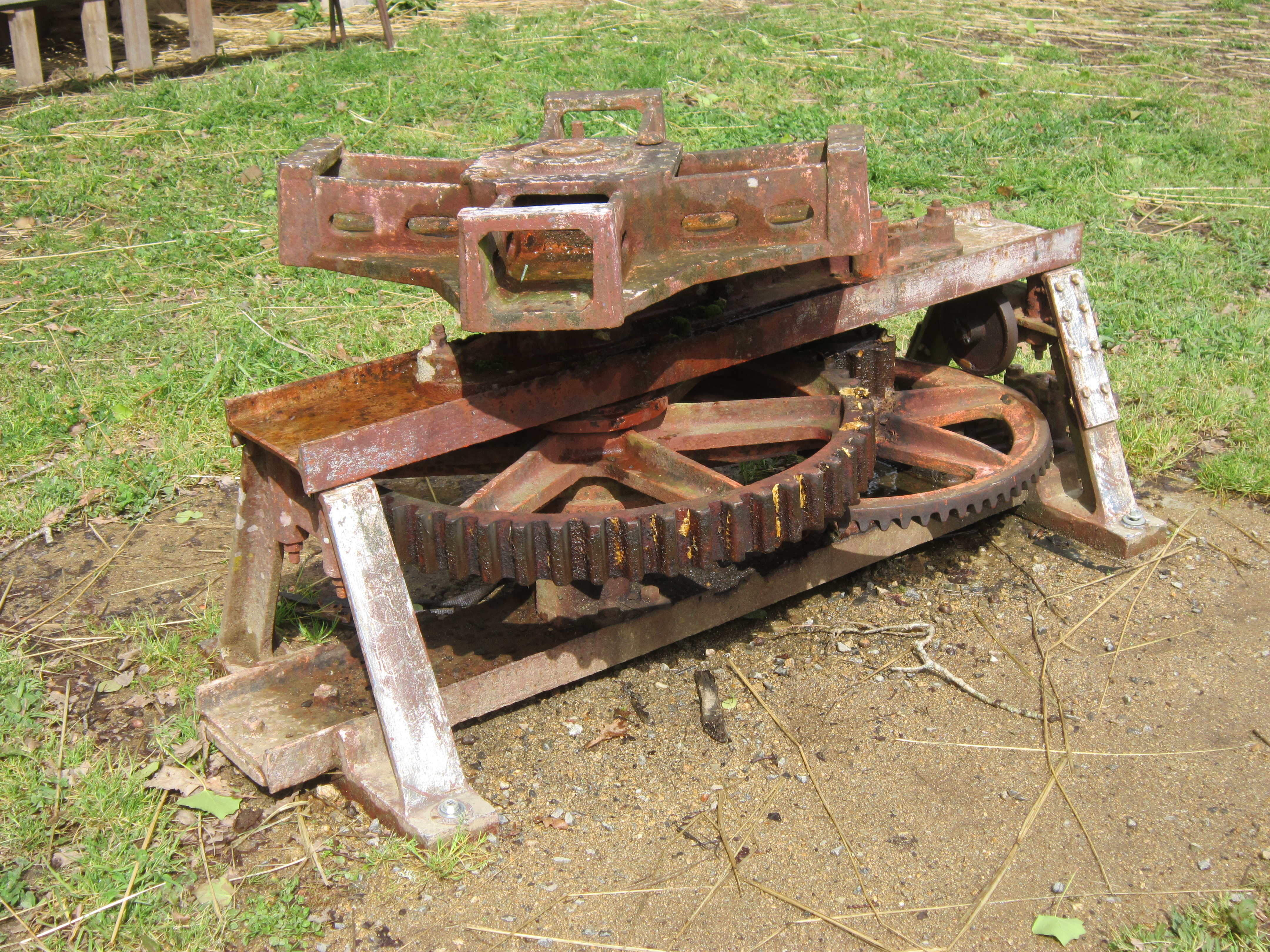
Écomusée de Saint-Dégan : mécanisme central d'un manège à chevaux.

Un verger conservatoire de 6 hectares, dominant la vallée du Loc'h, a été acquis en 1992 par le Conseil général du Morbihan. Un parcours pédagogique le long du Loc'h, « le circuit de l’eau », ainsi qu'un rucher pédagogique ont été aussi créés.

## Fréquentation
Le graphique qui aurait dû être présenté ici ne peut pas être affiché car il utilise l'ancienne extension Graph, désactivée pour des questions de sécurité. Des indications pour créer un nouveau graphique avec la nouvelle extension Chart sont disponibles ici.